# 向寺山
向寺山（むこうてらやま）は、徳島県徳島市に位置する標高190.3mの山である。

## 地理
徳島市八万町にある山で、寺山の対岸にあたるからこの名がついた。ちなみに寺山には金剛光寺が在ったことから寺山と呼ばれるようになった。
山内には徳島県文化の森総合公園（徳島県立図書館・徳島県立博物館・徳島県立鳥居龍蔵記念博物館・徳島県立近代美術館・徳島県立文書館・徳島県立21世紀館）や猫神さんの愛称で有名な王子神社、源義経が越えたと云われているあづり越がある。
山のすぐ麓には一級河川・吉野川の主要河川である園瀬川が流れ、ポルトガルの外交官・ヴェンセスラウ・デ・モラエスゆかりの寺である地蔵院東海寺がある。